# Johan Otto von Spreckelsen

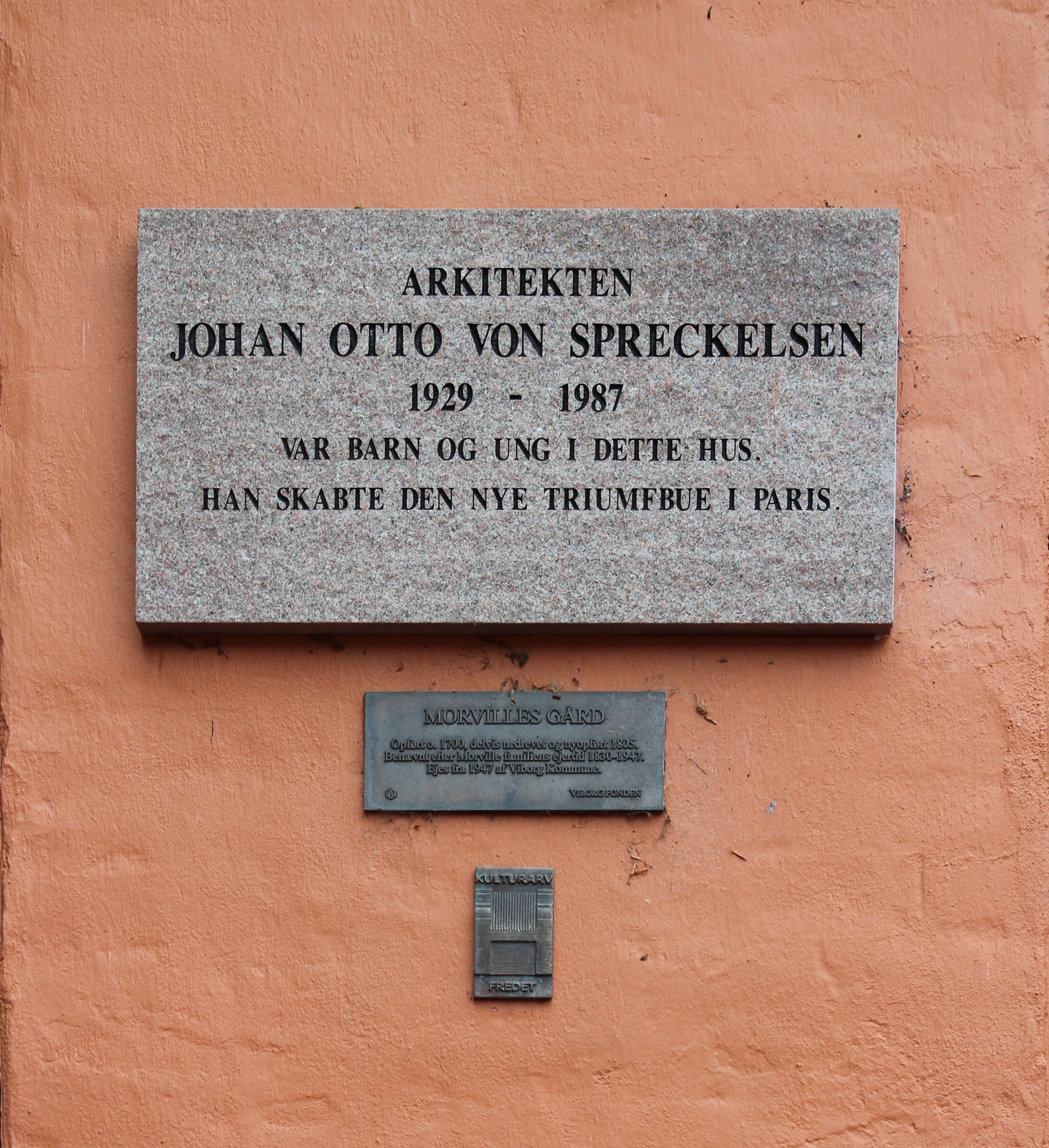
von Spreckelsens barndomshem Morvilles gård i Viborg.

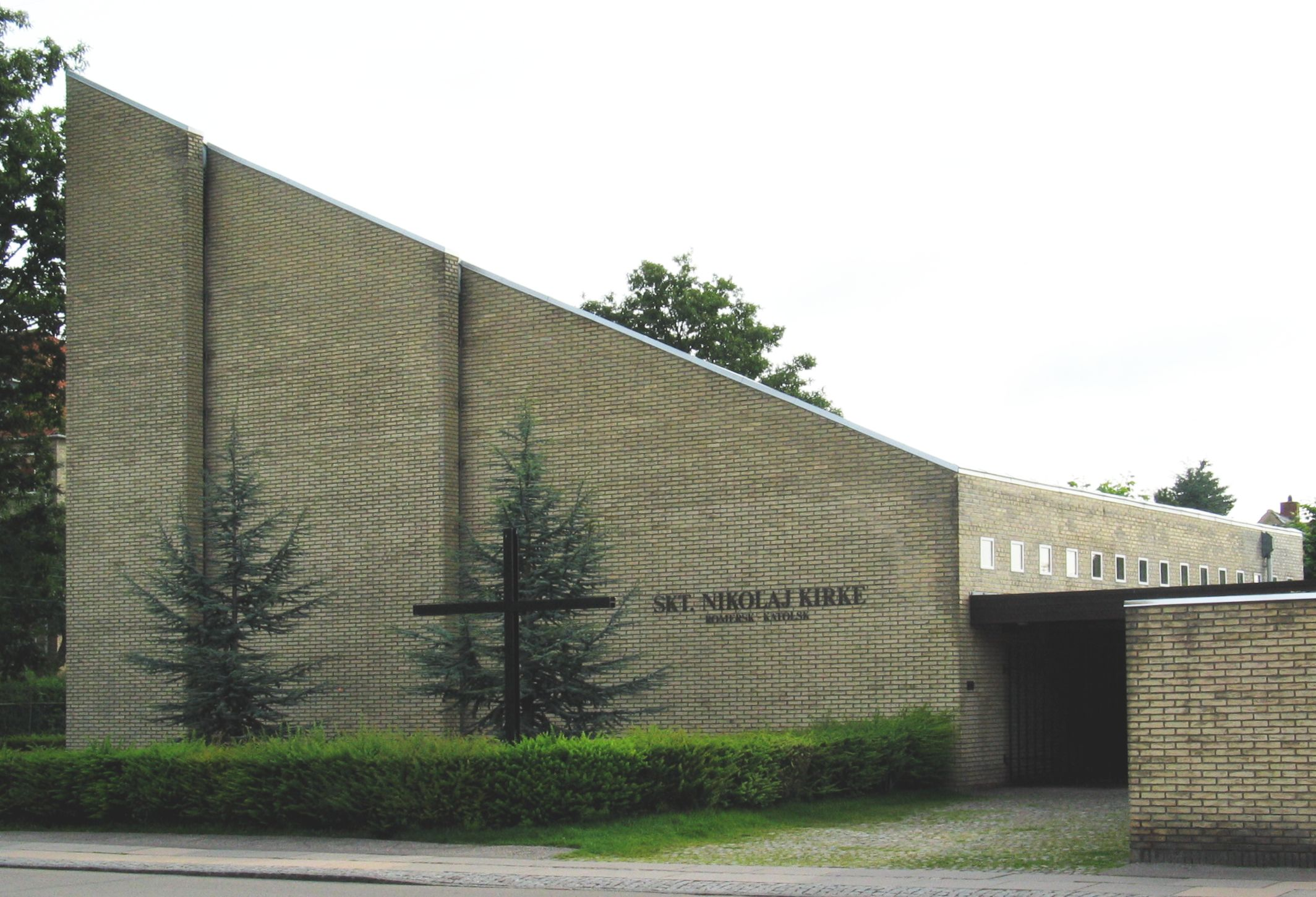
S:t Nikolai-kyrkan i Hvidovre utanför Köpenhamn.

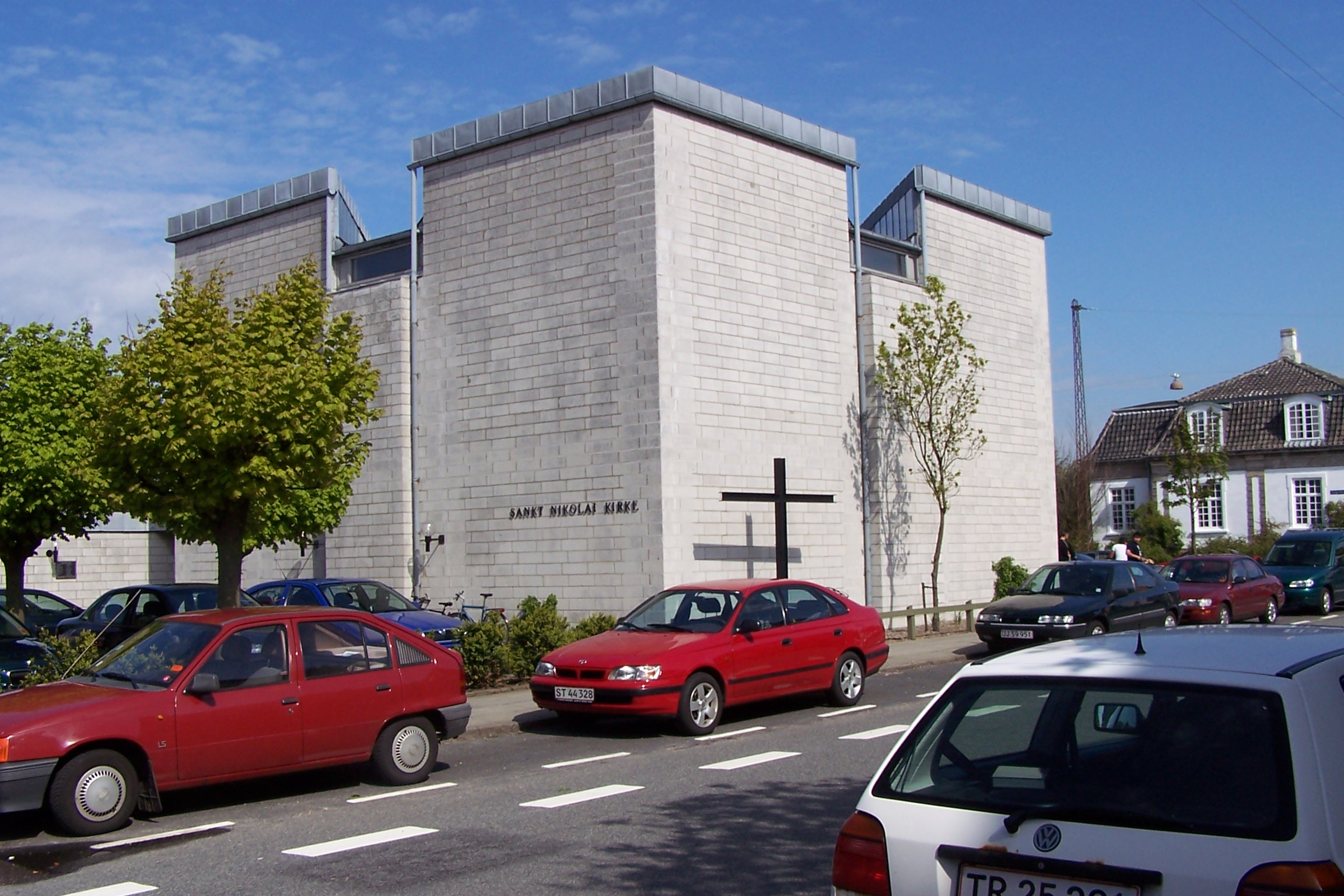
S:t Nikolai-kyrkan, Esbjerg.

Johan Otto von Spreckelsen, född 4 maj 1929 i Viborg, död 16 mars 1987 i Hørsholm, var en dansk arkitekt. Han tog sin arkitektexamen vid Det Kongelige Danske Kunstakademis Arkitektskola i Köpenhamn 1953 och blev professor vid samma skola 1978.
Bland von Spreckelsens projekt var det i särklass mest prestigefyllda Grande Arche i Paris, som han fick rita efter att ha vunnit den tävling som initierats av president François Mitterrand 1982. År 1987 dog von Spreckelsen utan att ha sett sitt verk fullbordat. Paul Andreu, en fransk arkitekt, fick fullfölja arbetet.

## Verk i urval
- Egen villa, Hørsholm, Danmark, 1958.
- S:t Nikolai-kyrkan, Hvidovre, 1960.
- S:t Nikolai-kyrkan, Esbjerg, 1969.
- Vangede kyrka, Vangede, Gentofte kommun, 1974.
- Stavnsholt kyrka, Farum, Furesø kommun, 1981.
- Grande Arche, La Défense utanför Paris, Frankrike, 1982-1989.